# Мангал, Бахтеяр Гулам
Бахтеяр Гулам Мангал (англ. Bakhteyar Gulam Mangal; род. 1928) — афганский хоккеист на траве, нападающий. Участник летних Олимпийских игр 1948 и 1956 годов.

## Биография
Бахтеяр Гулам Мангал родился в 1928 году.
В 1948 году вошёл в состав сборной Афганистана по хоккею на траве на летних Олимпийских играх в Лондоне, поделившей 7-9-е места. Играл на позиции нападающего, провёл 3 матча, забил (по имеющимся данным) 1 мяч в ворота сборной Швейцарии.
В 1956 году вошёл в состав сборной Афганистана по хоккею на траве на летних Олимпийских играх в Мельбурне, занявшей 11-е место. Играл на позиции нападающего, провёл 3 матча, забил (по имеющимся данным) 2 мяча в ворота сборной США.